# Goryphus jendul
Goryphus jendul är en stekelart som beskrevs av Azura och Idris 2003. Goryphus jendul ingår i släktet Goryphus och familjen brokparasitsteklar. Inga underarter finns listade i Catalogue of Life.